# 南马德雷山脉
南马德雷山脉（西班牙語：Sierra Madre del Sur）是墨西哥南部的山脉，長度為1,000（620英里），其走向為从米却肯州南部向东经格雷罗州，直至瓦哈卡州东部的特万特佩克地峡。南马德雷山脉的最高峰海拔3,720（12,200英尺），位于瓦哈卡州南部。